# Supermarine Scimitar
Supermarine Scimitar – brytyjski pokładowy samolot myśliwsko-bombowy z przełomu lat 50. i 60. XX wieku, skonstruowany w wytwórni Vickers-Armstrongs Supermarine. Służył jedynie w brytyjskim lotnictwie marynarki Fleet Air Arm (FAA), stacjonując na brytyjskich lotniskowcach jako ich podstawowy samolot uderzeniowy w latach 1958–1966. Stanowił jednomiejscowy dwusilnikowy poddźwiękowy samolot odrzutowy o skośnych skrzydłach i klasycznym usterzeniu. Był przystosowany do przenoszenia broni atomowej. Zbudowano 76 samolotów seryjnych. Nie został nigdy użyty w działaniach bojowych. 

## Historia

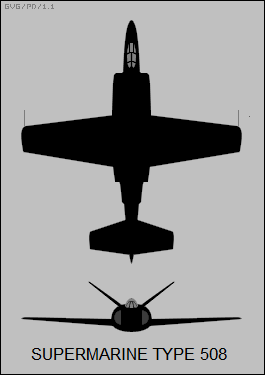
Supermarine Type 508

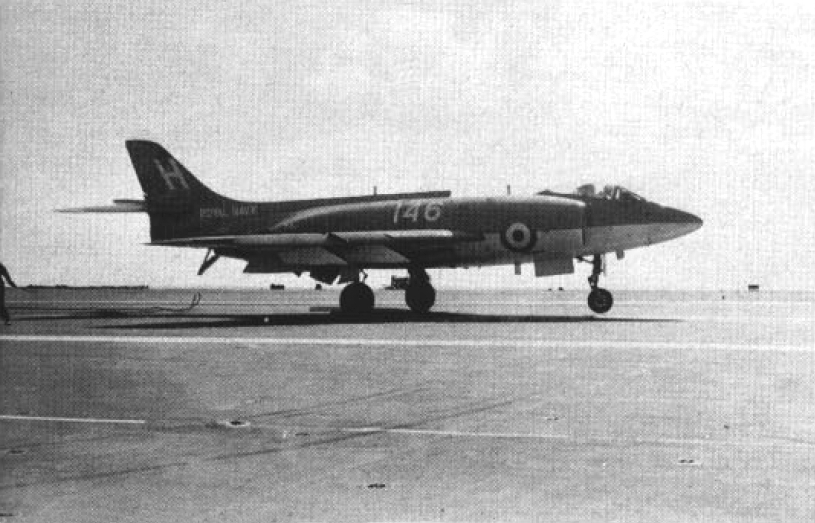
Scimitar po lądowaniu na amerykańskim lotniskowcu USS „Forrestal” (CVA-59)

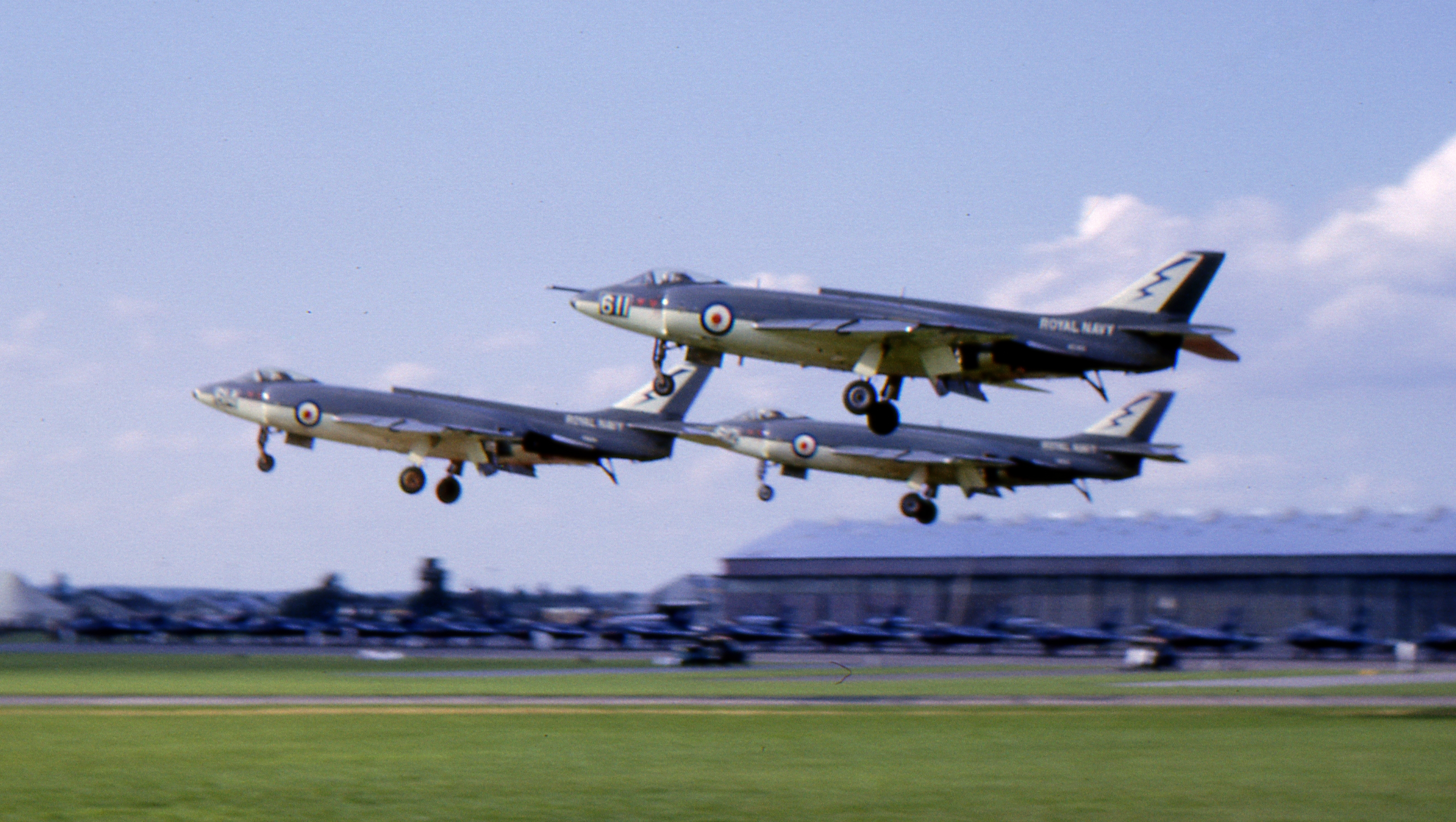
Trójka Scimitarów z dywizjonu 736 (pokazy w Farnbrough, 1962)

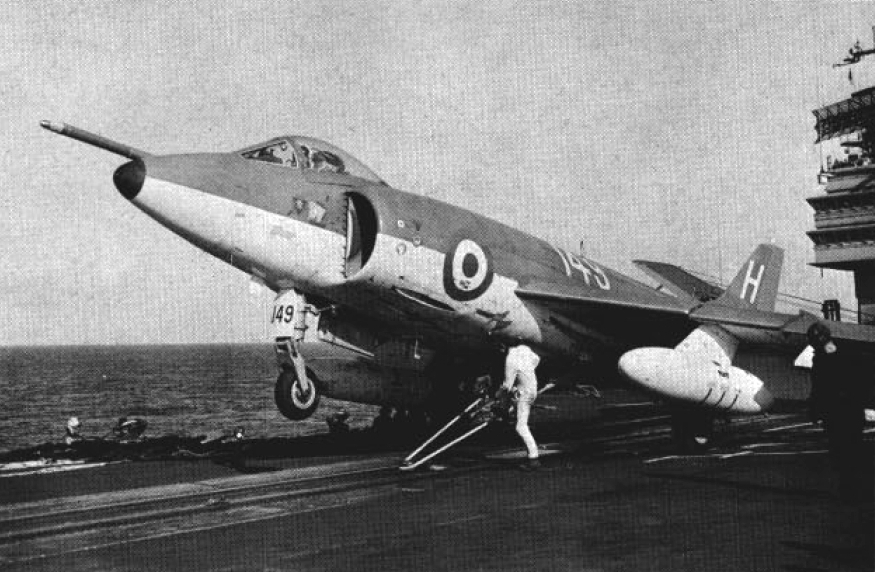
Scimitar przygotowany do katapultowania na amerykańskim lotniskowcu USS „Forrestal” (CVA-59)

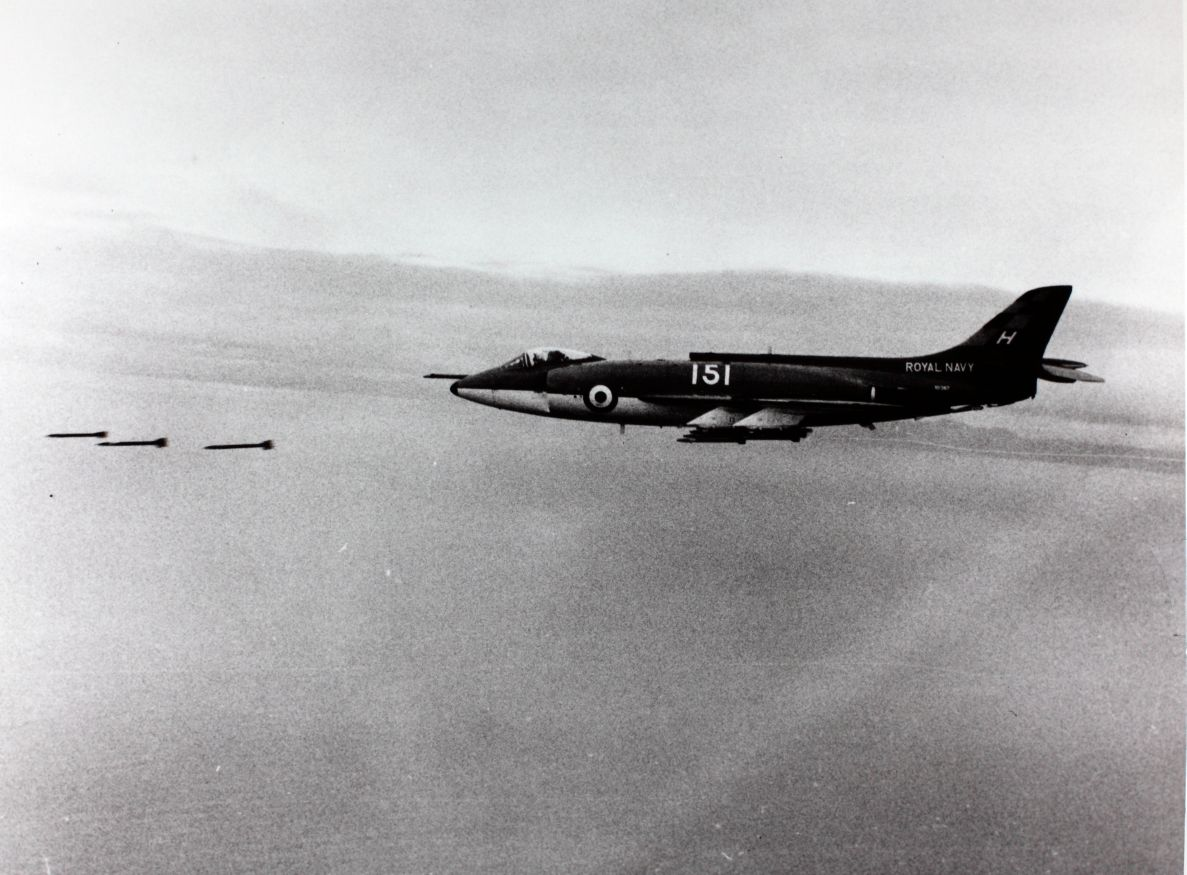
Scimitar strzelający niekierowanymi pociskami rakietowymi

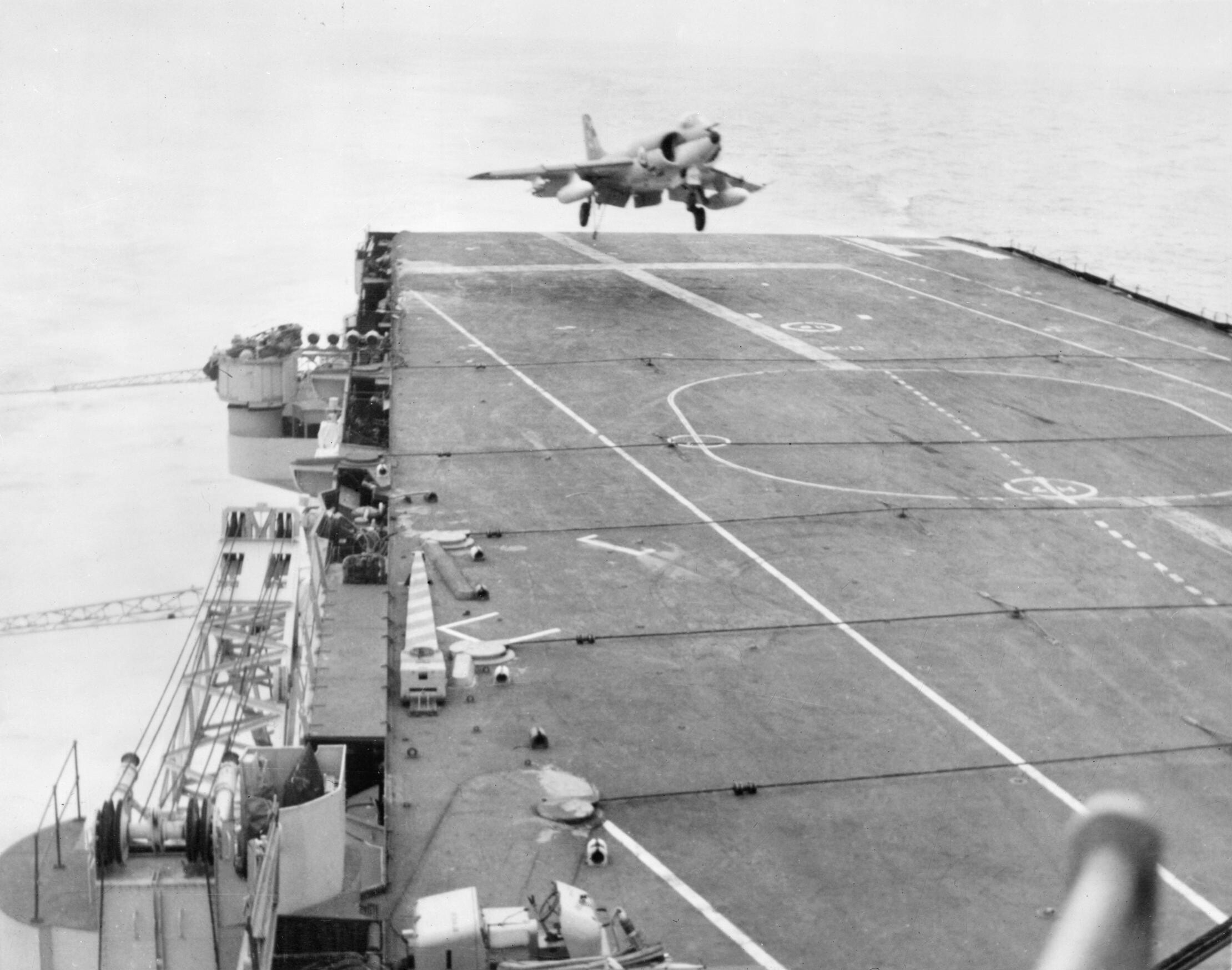
Scimitar lądujący na brytyjskim lotniskowcu

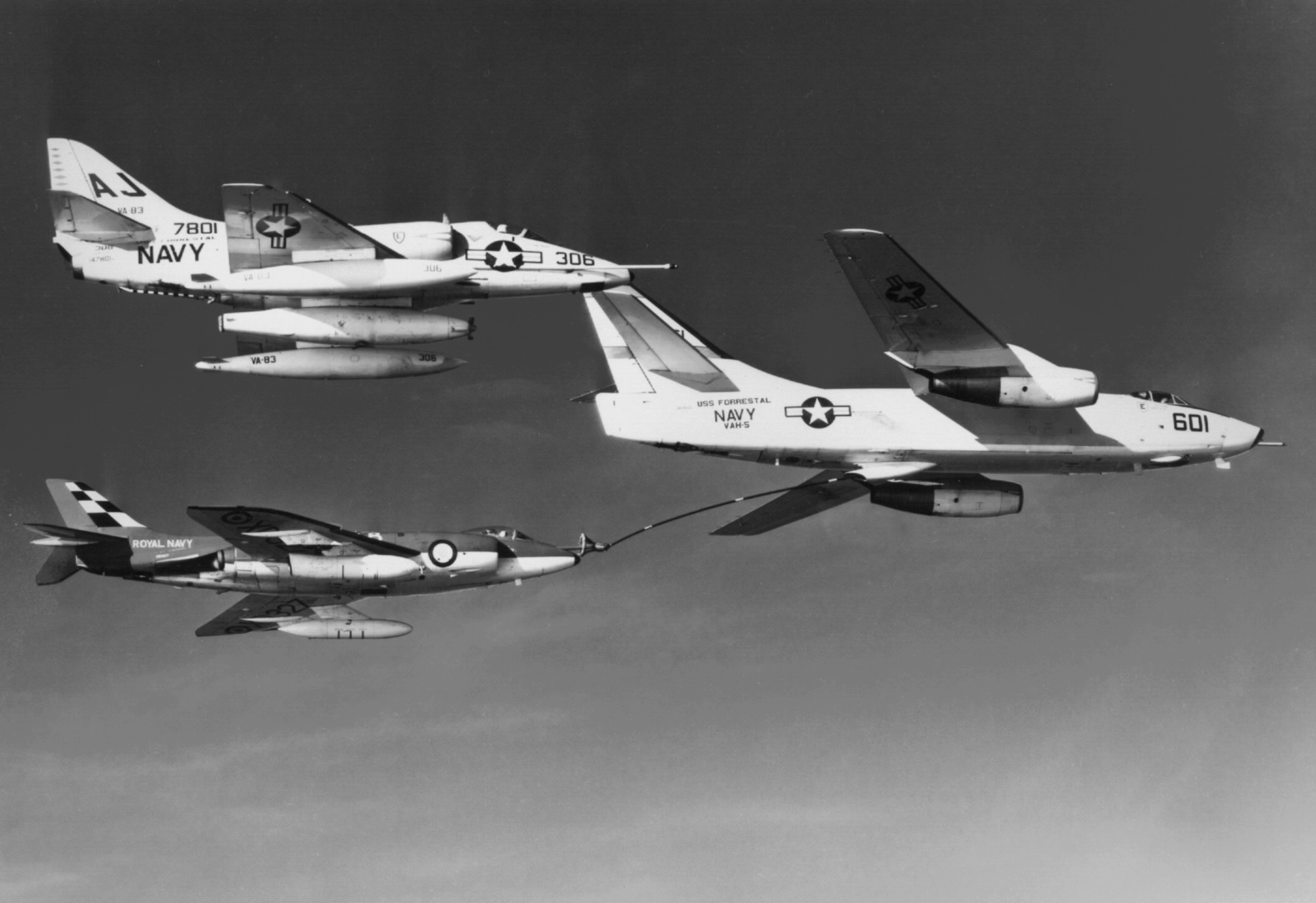
Scimitar z 803. Dywizjonu uzupełniający paliwo z amerykańskiego Douglasa A3D-2 Skywarriora podczas ćwiczeń z US Navy (na pierwszym planie A4D-2N Skyhawk)

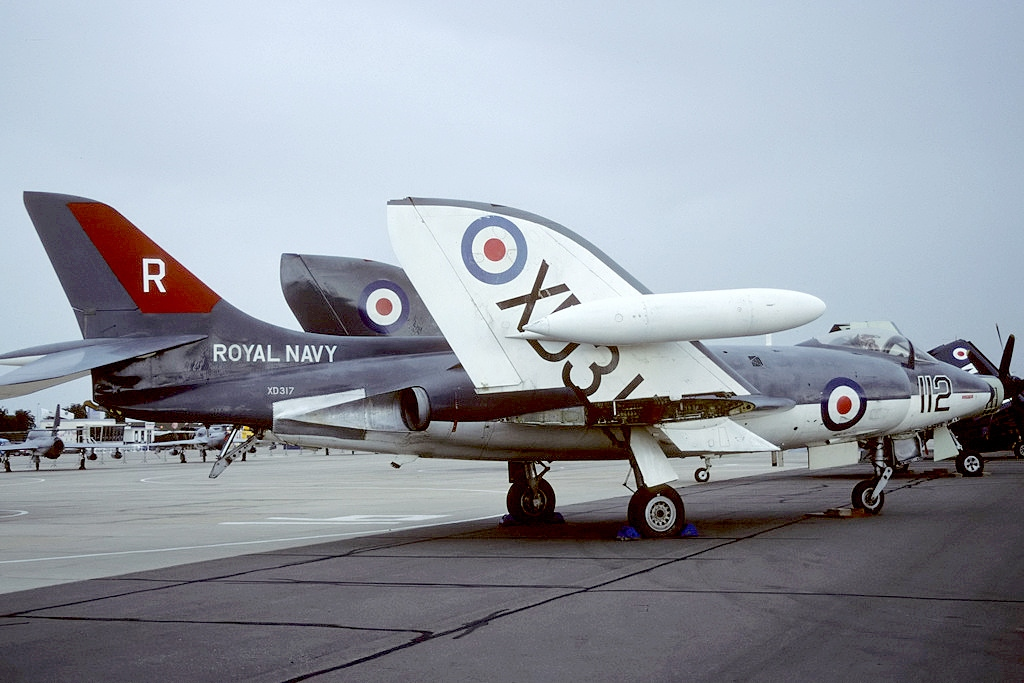
Scimitar ze złożonymi skrzydłami

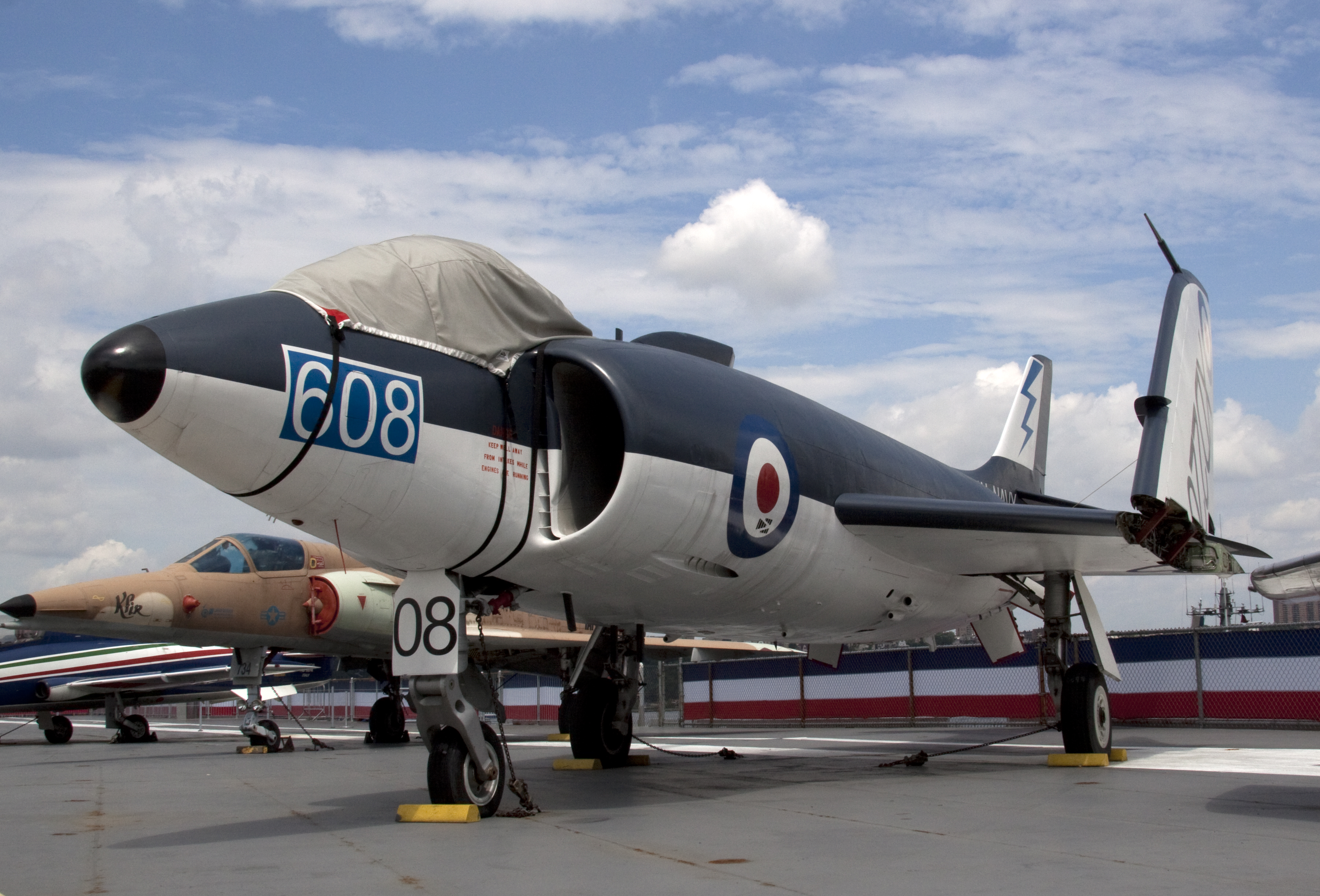
Muzealny Scimitar na lotniskowcu-muzeum USS „Intrepid”

Supermarine Scimitar wywodził się z linii eksperymentalnych typów dwusilnikowych myśliwców pokładowych projektowanych przez firmę Supermarine tuż po II wojnie światowej na zamówienie Royal Navy. Początkowo pracowano od 1945 roku nad projektem Type 505, realizującym koncepcję samolotu pozbawionego podwozia, umożliwiającą zmniejszenie masy i grubości skrzydeł, którą była zainteresowana wówczas Admiralicja. Samolot taki miał być katapultowany, a następnie miał lądować na elastycznej gumowej wykładzinie pokładu, lecz w 1947 roku zarzucono ten pomysł i nie doszło do budowy prototypu. Projekt Supermarine rozwijano jednak dalej, po powiększeniu wymiarów i zastosowaniu podwozia trójpodporowego. Ministerstwo Zaopatrzenia wydało specyfikację nr N.9/47 i zleciło budowę trzech prototypów. Pierwszym zbudowanym był samolot o oznaczeniu fabrycznym Type 508, oblatany 31 sierpnia 1951 roku w ośrodku Boscombe Down (pilot Mike Lithgow) i zaprezentowany jeszcze w tym roku na salonie w Farnborough. Odznaczał się on prostymi trapezowymi skrzydłami i usterzeniem motylkowym, a napęd stanowiły dwa silniki Rolls-Royce RA3 Avon o ciągu 2948 kG. Drugi ulepszony i uzbrojony w cztery działka kalibru 30 mm prototyp Type 529 wzleciał 29 sierpnia 1952. Oba prototypy były z powodzeniem testowane na lotniskowcach. Bezpośrednim protoplastą Scimitara stał się Supermarine Type 525 o skośnych skrzydłach i skośnym klasycznym usterzeniu, oblatany 27 kwietnia 1954 roku. Jego napęd stanowiły mocniejsze silniki RA7 Avon o ciągu 3402 kG, lecz prędkość maksymalna okazała się niewiele większa od prototypów z prostymi skrzydłami. Podczas jednego z lotów 5 lipca 1955 roku prototyp typu 525 wpadł w korkociąg i uległ katastrofie, zabijając pilota. Mimo to, lotnictwo marynarki (Fleet Air Arm, FAA) uznało go za obiecującą konstrukcję i ministerstwo  zleciło dalszy rozwój, wydając specyfikację numer N.113 na samolot mający spełniać zadania myśliwsko-szturmowe na małych wysokościach, włącznie z przenoszeniem broni atomowej. Zamówiono następnie produkcję 100 zmodyfikowanych samolotów bazujących na typie 525.
W toku dalszego rozwoju konstrukcji powstał ulepszony projekt Supermarine Type 544, według nowych wymagań Marynarki. Pierwszy prototyp samolotu N.113 (numer WT854) oblatał Mike Lithgow w Boscombe Down 19 stycznia 1956 roku, po czym zbudowano dwa następne. W celu osiągania większej prędkości kadłub ukształtowano zgodnie z regułą pól – samolot pozostał poddźwiękowy, lecz był w stanie przekraczać prędkość dźwięku w płytkim locie nurkowym. Konstrukcja samolotu była specjalnie wzmocniona do działań na małej wysokości z dużą prędkością, wiążących się z dużymi przeciążeniami. Stabilność podłużną polepszyła zmiana w trakcie badań wzniosu statecznika poziomego, z dodatniego 10° na ujemny -10°. Od kwietnia prowadzono próby prototypów na pokładzie lotniskowca HMS „Ark Royal”. Dopiero jednak trzeci egzemplarz N.113 (numer WW134), testowany od stycznia 1957 roku, z licznymi zmianami i wzmocnieniami w płatowcu, odpowiadał samolotom serii produkcyjnej. Zastosowano w nim także klapy z nadmuchem, polepszające charakterystyki lądowania i startu. Samolot otrzymał w służbie nazwę Scimitar (pol. bułat, sejmitar). 
Jedyną wersją produkcyjną była myśliwsko-szturmowa F.1 (F Mk.1). Pierwszego produkcyjnego Scimitara F.1 oblatano 11 stycznia 1957 roku. Ostatecznie zbudowano 76 z zamówionych 100 samolotów, a zamówienie na pozostałe anulowano; ostatni zbudowano w 1960 roku. Produkowano je w zakładach w South Marston. Scimitar był ostatnim produkowanym samolotem oznaczonym nazwą wytwórni Supermarine. Proponowano także wersję lądową typu 526, oznaczoną Type 525, dla RAF, w odpowiedzi na specyfikację F.3/48, lecz nie została ona zamówiona.

## Opis techniczny

### Konstrukcja
Całkowicie metalowy jednomiejscowy średniopłat konstrukcji półskorupowej, ze skośnymi skrzydłami. Kadłub o przekroju owalnym, ukształtowany zgodnie z regułą pól. Skrzydła składane do hangarowania do góry, w ok. 1/2 długości. Skrzydła mają uskok na krawędzi natarcia. Elementy konstrukcji przenoszące większe obciążenia zostały wykonane ze stali lub tytanu, reszta ze stopów lekkich. Usterzenie klasyczne, stery wysokości płytowe. Wszystkie powierzchnie sterowe miały wspomaganie (po raz pierwszy w samolotach marynarki brytyjskiej). Klapy znajdują się na krawędzi spływu skrzydeł oraz dwie sekcje pod kadłubem. Klapy wyposażone w instalację nadmuchu powietrza ze sprężarki silnika przy wychyleniu powyżej 10°, co pozwala na zmniejszenie prędkości lądowania i poprawia charakterystyki startu. Kabina pilota blisko dziobu samolotu, nos kadłuba składany do hangarowania. W nosie można było zamontować kamery do zadań rozpoznawczych. Kabina hermetyzowana z fotelem wyrzucanym Martin-Baker 4C. Chwyty powietrza do silników o półowalnym przekroju po bokach kadłuba, na wysokości kabiny. Dysze silników po bokach ogonowej części kadłuba, w około 2/3 długości. Kilkuczęściowe hamulce aerodynamiczne umieszczone wokół kadłuba za skrzydłami. 
Podwozie samolotu trójpodporowe, chowane; podwozie główne chowane do skrzydeł. Pod częścią ogonową znajdował się chowany masywny hak do lądowania oraz również wciągana płoza zabezpieczająca tył kadłuba. Paliwo przenoszone w 9 wewnętrznych zbiornikach i ewentualnie do 4 dodatkowych odrzucanych pod skrzydłami, po 909 l (200 galonów). Samolot mógł być wyposażony w instalację do uzupełniania paliwa w locie (zarówno sondę do odbierania paliwa, montowaną przed kokpitem, jak i urządzenia do tankowania innych samolotów, podwieszane pod jednym z węzłów).
Napęd: dwa silniki turboodrzutowe Rolls-Royce Avon Mk.202 o ciągu po 5103 kG (11.250 funtów, 50 kN), bez dopalania. 

### Uzbrojenie i wyposażenie
Uzbrojenie stałe stanowiły cztery działka 30 mm ADEN w dolnej części kadłuba, pod wlotami powietrza. Pod skrzydłami umieszczone były cztery węzły do podwieszania uzbrojenia lub dodatkowych zbiorników paliwa, o nośności 908 kg (2000 funtów). Typowym uzbrojeniem były 4 bomby o masie do 454 kg (1000 funtów) lub do 24 niekierowanych pocisków rakietowych kalibru 76 mm (po 6 na jednym węźle). Można było również przenosić amerykańskie pociski kierowane powietrze-ziemia AGM-12 Bullpup lub pociski powietrze-powietrze bliskiego zasięgu samonaprowadzające się na podczerwień AIM-9 Sidewinder, ewentualnie 96 niekierowanych pocisków powietrze-powietrze. Samolot mógł przenosić bombę atomową Red Beard o masie 794 kg (1750 funtów, nominalnie 2000 funtów) i mocy do 25 kiloton – stosowano przy tym konfiguracje w postaci bomby pod jednym skrzydłem i dodatkowego zbiornika paliwa pod drugim, z którymi samolot mógł wykonywać manewry z przeciążeniem do 6 g.
Samolot nie był wyposażony w stację radiolokacyjną, a jedynie celownik z dalmierzem radarowym (po raz pierwszy w marynarce brytyjskiej). Wyposażony był również w półautomatyczny system nawigacji do zrzutu bomb w odpowiednim momencie.

## Służba
Scimitar stał się w marynarce brytyjskiej następcą samolotu Hawker Sea Hawk, przeznaczonym głównie do zadań uderzeniowych. Był pierwszym brytyjskim samolotem pokładowym przenoszącym broń atomową. Był przy tym także pierwszym z drugiej generacji pokładowych samolotów odrzutowych FAA i pierwszym ze skośnymi skrzydłami. W celu wdrożenia nowego samolotu, różniącego się znacznie pod względem charakterystyk od dotychczas używanych, sformowano 27 sierpnia 1957 roku doświadczalną eskadrę 700X FAA (700X Flight) w bazie marynarki RNAS Ford. Używała ona Scimitarów do czerwca 1958 roku. W oparciu o nią sformowano następnie pierwszy dywizjon operacyjny. 
Pierwszą operacyjną jednostką Scimitarów był 803. Dywizjon Lotnictwa Marynarki (803 Naval Air Squadron) Fleet Air Arm, który rozpoczął szkolenie w Lossiemouth 3 czerwca 1958 i został zaokrętowany z 8 samolotami  na lotniskowiec HMS „Victorious” we wrześniu tego roku. Razem z tym lotniskowcem brał udział w rejsach na Morze Śródziemne i Daleki Wschód. W maju 1962 roku 803. Dywizjon został przeniesiony na HMS „Hermes”, w lutym 1964 roku wzmocniony do 16 samolotów (przez przejęcie samolotów 800. Dywizjonu), a od początku 1965 roku przeniesiony na „Ark Royal”. W marcu 1960 gotowość uzyskał 807. Dywizjon bazujący na „Ark Royal”, a następnie od 1961 roku na HMS „Centaur”. Samoloty otrzymały jeszcze dwa dywizjony bojowe: 800 bazujący na „Ark Royal” i 804 bazujący na „Hermesie”. Wszystkie lotniskowce uczestniczyły w rejsach na Daleki Wschód, a ich samoloty przejściowo operowały także z baz Hal Far na Malcie, Tengah i Changi w Singapurze i Butterworth na Malajach, natomiast ich bazą w Wielkiej Brytanii było Lossiemouth.
Podczas służby jednak samolot był prześladowany przez wypadki. Scimitar był do tej pory najcięższym i najszybszym brytyjskim samolotem pokładowym i spora liczba wypadków następowała przy lądowaniu, przy czym znaczenie miały tutaj też umiarkowane rozmiary brytyjskich lotniskowców, wywodzących się konstrukcyjnie z II wojny światowej. Zaraz na początku służby na HMS „Victorious”, w wypadku przy lądowaniu, na skutek pęknięcia lin hamujących i niemożności wydostania się z tonącego samolotu, zginął 25 września 1958 dowódca 803. Dywizjonu Cdr. J.D. Russell (nie było to bezpośrednio winą samolotu). Część awarii powodowana była przez brak przygotowania personelu marynarki wojennej do używania takiego zaawansowanego wówczas samolotu. Z ogólnej liczby 76 seryjnych Scimitarów wypadkom z różnych przyczyn uległo aż 39 (51%). Mimo to, były to samoloty oceniane jako przyjemne w pilotażu i lubiane przez pilotów.
W sierpniu 1960 roku bomba atomowa Red Beard została dopuszczona do użytku w razie konieczności operacyjnej i w tym okresie też trafiła na uzbrojenie lotniskowców brytyjskich, aczkolwiek zabronione było lądowanie samolotów na lotniskowcu z podwieszoną bombą. Technika zrzutu z małej wysokości (Low Altitude Bombing System – LABS) zakładała zrzut bomby podczas ostrego wznoszenia przed celem. Bomba leciała dalej torem balistycznym na odległość kilku kilometrów, a samolot kontynuował wznoszenie, po czym wykonywał zawrót w kierunku od celu.
Podczas swojej krótkiej – zaledwie ośmioletniej służby operacyjnej, Scimitary nie brały bezpośrednio udziału w działaniach bojowych, chociaż uczestniczyły w operacjach prowadzonych w tym okresie przez marynarkę brytyjską, głównie na Bliskim Wschodzie.
Samoloty z HMS „Victorious”, patrolując nad Zatoką Perską, wzięły udział w skutecznej demonstracji siły w obliczu groźby zajęcia Kuwejtu przez Irak w 1961 roku, do którego ostatecznie wówczas nie doszło. W 1966 samoloty 803. Dywizjonu brały udział w blokadzie Rodezji (Beira Patrol). Z ciekawszych epizodów, w czerwcu 1958 roku Scimitar przeleciał z Londynu na Maltę bez lądowania w 2 godziny 12 min 27 sek (podczas lotu do Bahrajnu na próby w gorącym klimacie). Z kolei 19 lipca 1959 roku Cdr. Ian Martin pilotując Scimitara wziął udział w Wyścigu Blériota z centrum Paryża do Londynu organizowanym przez gazetę „Daily Mail”, jednakże przegrał o nieco ponad minutę rywalizację o trzecie miejsce. Scimitary regularnie brały udział w pokazach lotniczych, prezentując np. formację 9 Scimitarów i pokaz zrzutu bomby techniką LABS w Farnborough w 1961 roku oraz zespołową akrobację 5 samolotów 736. Dywizjonu w roku kolejnym.
Wraz z pojawieniem się stwarzającego mniej problemów i lepiej przystosowanego do ataków szturmowych z małej wysokości dzięki dwuosobowej załodze, a nadto wyposażonego w radar, bombowca taktycznego Blackburn Buccaneer, Scimitary zostały wycofane z pierwszej linii. Początkowo były używane jako uzupełnienie i do tankowania w powietrzu pierwszej wersji Buccaneerów Mk.1 na HMS „Eagle”. Ostatni dywizjon operacyjny 803 latający na Scimitarach został rozwiązany w październiku 1966 roku. Od 1965 do końca 1970 roku wykorzystywała je do celów pomocniczych (np. kalibracji radarów) jednostka Fleet Requirements Unit (FRU / FRADU); pilotowane były przez cywilnych pilotów na zlecenie Marynarki.
Scimitar był największym i najcięższym jednomiejscowym samolotem używanym przez brytyjskie lotnictwo Marynarki w XX wieku. Podkreślano znacznie większą głośność samolotu od poprzedników – w tym celu do obsługi naziemnej wdrożono „tłumiki” zakładane na dysze silników. Start z lotniskowca wykonywany był przy użyciu katapulty parowej – samolot w celu zwiększenia kąta natarcia był przechylany na ogon pod kątem 12°, opierając się na rozkładanej płozie ogonowej. Droga startu z katapulty wynosiła 50 m, a dobieg po lądowaniu z zastosowaniem aerofiniszera wynosił 76 m. Scimitar dysponował wysokim stosunkiem ciągu do masy, jego prędkość wznoszenia i przyspieszenie piloci oceniali jako bardzo dobre. Bardzo dobra była również manewrowość na małych wysokościach przy dużej prędkości, pogarszała się powyżej 7600 m (25.000 stóp).
Scimitary używane były na pięciu brytyjskich lotniskowcach w składzie czterech bojowych dywizjonów FAA (800, 803, 804, 807), a także w szkolnej eskadrze 700X i szkolnym dywizjonie 736 FAA:
- HMS „Victorious”
  - 803. Dywizjon, 1960-62
- HMS „Ark Royal”
  - 800. Dywizjon FAA, 1960-63
  - 807. Dywizjon FAA, 1960
  - 803. Dywizjon FAA, 1965-66
- HMS „Centaur”
  - 807. Dywizjon FAA, 1961-63
- HMS „Hermes”
  - 804. Dywizjon FAA, 1960-62
  - 803. Dywizjon FAA, 1962-64
- HMS „Eagle”
  - 800. Dywizjon FAA, eskadra B, 1964-66 (do tankowania w locie)
- 736. Dywizjon FAA (szkolny), 1959-65[13]